# Interstate 27
Interstate 27 eller I-27 är en väg, Interstate Highway, i USA. Den är nästan 20 mil lång. Vägen går i delstaten Texas mellan städerna Lubbock och Amarillo. Vägen är en del av Ports-to-Plains Trade Corridor.